# Адамс, Джошуа
Джошуа Адамс (англ. Joshua Adams; родился 16 ноября 1993 года в Финиксе, штат Аризона, США) — американский профессиональный баскетболист, играющий на позиции разыгрывающего защитника.

## Карьера
Весной 2016 года Джошуа стал выпускником университета Вайоминг, за который бессменно выступал на протяжении четырех сезонов. По итогам завершившегося чемпионата Адамс был признан баскетболистом года конференции «Mountain West» по версии масс-медиа, входящей в первый дивизион NCAA. Его средняя статистика по итогам 30 проведённых матчей составила 24,7 очка, 5,5 подбора, 4,2 передачи и 1,5 перехвата за 36,9 минуты в среднем за матч. Кроме того, Адамс установил рекорд Вайомингского университета по количеству набранных очков в сезоне (740) и стал лучшим в своей команде по количеству заброшенных трехочковых (94 за сезон).
Летом 2016 года Адамс не был задрафтован клубами НБА. В начале июля Джошуа провёл 4 встречи в составе «Денвер Наггетс» в Летней лиге НБА, в среднем набирая по 4,8 очка, 2,3 подбора и 1,3 передачи. Тем не менее, попасть в НБА у Джошуа не получилось.
В июле 2016 года Адамс подписал контракт на два года по схеме «1+1» с «Автодором», который стал первым профессиональным клубом в карьере. 13 августа Джошуа получил переломы шейного отдела позвоночника в дорожно-транспортном происшествии в США. Адамс перенёс операцию на шее, а процесс восстановления занял 5 месяцев. В середине января 2017 года Джошуа успешно прошёл медицинское обследование и присоединился к команде.
В составе саратовского клуба Джошуа провёл 13 матчей в Единой лиге ВТБ, набирая в среднем 12,1 очка, 4,2 передачи, 2,2 подбора, 1,5 перехвата. В 4 матчах Лиги чемпионов ФИБА его средняя статистика составила 7,8 очка, 3,3 подбора, 2,3 передачи, 2,0 перехвата, 0,5 блок-шота.
11 феврале 2017 года Адамс принял участие в «Матче всех звёзд Единой лиги ВТБ», заменив в конкурсе данков травмированного Нобеля Бунгу-Коло.
В июле 2017 года Адамс воспользовался опцией выхода из контракта с «Автодором» для выступления в клубе Евролиги и перешёл в «Анадолу Эфес». В декабре 2017 года турецкий клуб возглавил Эргин Атаман, который сообщил о желании расстаться с Адамсом.
В январе 2018 года Джошуа расторг контракт с «Анадолу Эфес» и стал игроком «Бешикташа».
В августе 2018 года Адамс продолжил карьеру в «Шаньси Брейв Драгонс». В 15 матчах КБА Джошуа набирал 26,4 очка, 5,4 подбора и 4,8 передачи.
В январе 2019 года Адамс стал игроком «Рэпторс 905». В феврале играл за сборную США в двух заключительных матчах квалификации к чемпионату мира — против сборных Панамы и Аргентины.
В июле 2019 года Адамс подписал контракт с «Уникахой». В чемпионате Испании набирал в среднем 12,9 очка, 2,2 подбора и 2,2 передачи. По итогам сезона Джошуа был признан «Самым зрелищным игроком» турнира. В Еврокубке его статиситка составила 11,5 очка, 2,5 передачи и 2,2 подбора.
В июле 2020 года Адамс перешёл в «Виртус» (Болонья), с которым стал чемпионом Италии. В составе команды Джошуа провёл 32 матча в чемпионате Италии, набирая 6,2 очка, 1,3 передачи и 1,5 подбора. В 21 матче Еврокубка его статистика составила 8,2 очка и 1,5 передачи.
В июле 2021 года Адамс продолжил карьеру в «Тасмании Джекджамперс». В составе команды Джошуа стал серебряным призёром НБЛ и был включён во вторую символическую пятёрку турнира.
В июле 2022 года Адамс стал игроком «Цедевиты-Олимпии». В составе команды Джошуа стал чемпионом и обладателем Кубка Словении.
В августе 2024 года Адамс подписал контракт с «Промитеасом».

## Достижения
- Чемпион Италии: 2020/2021
- Чемпион Словении: 2022/2023
- Серебряный призёр НБЛ: 2021/2022
- Обладатель Кубка Словении: 2022/2023